# 離宮
離宮（りきゅう）とは、皇居や王宮とは別に設けられた宮殿のことである。
一般的には王族・皇族等が居住するために建設された宮殿とは別の敷地に建設される。例えば皇太子などが成人・結婚し、天皇・皇帝と別に住居を構える場合などが当たる。また、避暑・避寒、静養のために建てられるものもある。

## 西洋の離宮

### ドイツ
- ベルビュー宮殿 - フェルディナント・フォン・プロイセンの夏の離宮。現在は連邦大統領官邸として使用されている。
- シャルロッテンブルク宮殿 - 1699年、プロイセン公国のフリードリヒ3世（後のプロイセン王国のフリードリヒ1世）の王妃ゾフィー・シャルロッテのために夏の離宮として創建された[1][2]。
- ニンフェンブルク宮殿 - バイエルン王国ヴィッテルスバッハ家の夏の離宮。選帝侯フェルディナンド・マリアが息子マクシミリアン2世エマヌエルの誕生を祝って建築を開始。1664年に完成した[3]。

### オーストリア
- シェーンブルン宮殿 - ハプスブルク家が夏期に利用した離宮[4]
- ベルヴェデーレ宮殿 - オイゲン・フォン・ザヴォイエンが夏期に利用した離宮[5]
- ヘルブルン宮殿 - 17世紀に建築された離宮[6]

### フランス
- 大トリアノン宮殿 - ルイ14世の公妾であったフランソワーズ・アテナイスのために造られた[7]。
- 小トリアノン宮殿 - ルイ16世の王妃マリー・アントワネットの私的な宮殿[8]。

### イタリア
- パラッツォ・デル・テ - マントヴァ侯国のフェデリーコ2世・ゴンザーガが建てた離宮[9]。

### スウェーデン
- ドロットニングホルム宮殿 - 17世紀にニコデムス・テッシン父子によって建築された離宮[10]
- ソルリデン宮殿 - スウェーデンのエーランド島にある宮殿。夏の離宮として用いられる

### デンマーク
- ローゼンボー城 - 1606年から1634年にかけてクリスチャン4世により創建[11][12][13]。

### ポーランド
- ヴィラヌフ宮殿 - 17世紀末に建築された離宮[14]

### ロシア
- エカテリーナ宮殿 - 18世紀にバルトロメオ・ラストレッリによって建築された離宮[15]

### アメリカ
- フリヘエ宮殿 - 1838年に建築されたハワイ王家の離宮[16]

## 東洋の離宮

### 中国
- 中南海 - 紫禁城の西側にあり、現在は中国共産党の中枢の建物群がある。
- 頤和園
- 円明園
- 避暑山荘
- 瀋陽故宮 - 清
- 華清宮
- 興慶宮
- 長楽宮
- 銅雀台
- 瑤華宮
- 雍和宮
- 西垂宮
- 平陽封宮
- 梁山宮
- 長安宮
- 黄陽宮
- 望夷宮
- 林光宮
- 歩壽宮
- 歩高宮
- 蘭池宮

### 台湾
- 北園別館：1680年に延平王鄭経によって建てられた離宮。1690年に開元寺（中国語版）に改築され現在に至る。(台南市北区)

### 朝鮮
- 昌徳宮：1405年、李氏朝鮮第3代国王太宗により創建[17]。

### タイ
- チットラダー離宮：1913年、ラタナコーシン王朝第6代国王ラーマ6世[18]により創建[19]。

### ベトナム
- トゥドゥック帝陵：1867年創建。阮朝第4代皇帝トゥドゥックが、生前離宮として使用していた[20][21]。

### インド
- ハワー・マハル（風の宮殿）：1799年、ジャイプルを治めていた第5代マハーラージャのサワイ・プラテープ・シンにより創建[22][23]。

### 日本
日本では一定規模の建造物と敷地を有するものを離宮とし、小規模のものを御用邸と称している。また、明治以前には上皇や法皇の譲位後の離宮として「後院」と呼ばれる離宮が築かれて専属の役人が置かれた。なお、平安時代の天皇の追号には後院の名称に由来するものが多い。また、幕末から明治にかけて天皇家の子供たちの夭折があまりにも多いことから明治16年（1883年）に侍医らが連名で改善案をまとめた上申書を提出し、その中に避暑のための離宮の建設があったことから、箱根離宮、日光御用邸が建設された。

#### 現存する離宮
- 桂離宮：京都府京都市
- 修学院離宮：京都府京都市

#### かつて存在した離宮
（五十音順）
- 赤坂離宮：東京都港区 - 明治時代に皇太子嘉仁親王（のちの大正天皇）の東宮御所として建てられた。戦後は国立国会図書館（1948年–1961年）、法務庁法制意見長官（1948年–1960年）、裁判官弾劾裁判所（1948年–1970年）、内閣憲法調査会（1956年-1960年）、東京オリンピック組織委員会（1961–65年）などに使用された後、迎賓館に改装され現在に至る。
- 霞関離宮（現在の国会前庭南地区）：東京都千代田区 - もともとはジョサイア・コンドルの設計により1884年（明治17年）に竣工した有栖川宮邸であったが、1896年（明治29年）11月24日、宮内省の懇望により買い上げられ、以後「霞関離宮」と称した。おもに外国使節の宿舎として使用され、大正時代には摂政となった皇太子裕仁親王（のちの昭和天皇）の東宮仮御所としても用いられた。1945年（昭和20年）5月、東京大空襲で被災し、戦後取り壊された。
- 芝離宮（現在の旧芝離宮恩賜庭園）：東京都港区 - 維新前は紀伊藩の浜屋敷だったが、1871年（明治4年）有栖川宮邸となり、1875年（明治8年）、皇太后宮非常御立退所として宮内省管轄に。1924年（大正13年）東京市へ下賜され旧芝離宮恩賜庭園となる。
- 鳥羽離宮：京都府京都市 - 12世紀から14世紀頃まで使用された。
- 名古屋離宮（名古屋城）：愛知県名古屋市
- 二条離宮（元離宮二条城）：京都府京都市 - 大正天皇即位の儀式である即位礼の饗宴場として二条離宮が使用された（現清流園の位置）[25]。
- 箱根離宮（現在の神奈川県立恩賜箱根公園）：神奈川県箱根町 - 明治17年（1884年）、芦ノ湖に半島状にせり出した塔ケ島を中心に16万3千平方メートルの土地を買収し、明治19年7月に完成したが、大正12年（1923年）の関東大震災と昭和5年（1930年）の北伊豆地震によって倒壊し、跡地は終戦後に県の所有となり、昭和21年に県立の恩賜箱根公園として一般に開放された[26]。
- 浜離宮（現在の浜離宮恩賜庭園）：東京都中央区
- 武庫離宮（現在の須磨離宮公園）：兵庫県神戸市 - 西本願寺法主である大谷光瑞が1903年（明治36年）に造営した別邸を1907年（明治40年）に宮内庁が買い上げ、1914年（大正3年）に竣工し、大正天皇、皇太子（後の昭和天皇）や溥儀などが滞在したが、1945年（昭和20年）3月17日の神戸大空襲により全焼。1946年（昭和21年）に米軍の射撃練習場になるが、1956年（昭和31年）に日米合同委員会で接収解除が決定され、1967年（昭和42年）に須磨離宮公園として開園した。[27]
- 吉野離宮（宮滝遺跡）：奈良県吉野町 - 飛鳥時代の離宮。

#### 設置が決まったものの実現に至らなかった離宮
- 上川離宮：北海道旭川市

## 中東の離宮

### イラン
- サーダバード宮殿：夏の離宮として創建[28]。

### トルコ
- ドルマバフチェ宮殿：1856年、オスマン帝国の第31代スルターン、アブドゥルメジット1世が創建[29][30]。